# Bissinge
Bissinge ligger på Møn, og er en lille bebyggelse i Stege Sogn, syd for Stege Nor. Bebyggelsen ligger ad Søndersognsvej mellem Lille Bissinge og Tøvelde. Professor og billedhugger Bjørn Nørgaard har sit værksted i Bissinge. 
Landsbyen ligger i Vordingborg Kommune og tilhører Region Sjælland.
|  | Denne artikel om lokaliteten Bissinge kan blive bedre, hvis der indsættes et (bedre) billede. Du kan hjælpe ved at afsøge Wikimedia Commons for et passende billede eller lægge et op på Wikimedia Commons med en af de tilladte licenser og indsætte det i artiklen. |

54°57′42″N 12°16′47″Ø / 54.96167°N 12.27972°Ø